# Фэрвью (Дублин)

Фэрвью (англ. Fairview; ирл. Fionn Radharc) — городской район Дублина в Ирландии, находится в административном графстве Дублин (провинция Ленстер).